# John Scott (voile)
Pour les articles homonymes, voir Scott et John Scott.
John Scott est un skipper australien né en 1934 et mort en 1993.

## Carrière
John Scott obtient une médaille d'argent olympique de voile en classe Sharpie 12 m2 avec Roland Tasker aux Jeux olympiques d'été de 1956 de Melbourne à bord du Falcon IV.